# Acraea newtoni
Acraea newtoni är en fjärilsart som beskrevs av Sharpe 1893. Acraea newtoni ingår i släktet Acraea och familjen praktfjärilar. Inga underarter finns listade i Catalogue of Life.